# نيكولاس خوري
نيكولاس خوري (5 أبريل 1986 -) هو إعلامي أردني مقدم محتوى وكوميديا سياسية ساخرة، اشتهر لتقديمه برنامج السليط الإخباري.

## الحياة الشخصية
وُلد نيكولاس خوري في 5 نيسان (أبريل) 1986 في عمَّان في الأردن، لأب فلسطيني وأم سورية، نشأ خوري في الأردن في مختلف مراحل حياته إلا أنه دائمًا اعتبر القضية الفلسطينية هي قضيته المصيرية فكبر مع حلم إعادة الحق المغتصب. عام 2004 بدأ دراسة هندسة الميكاترونيكس في الجامعة الهاشمية في الأردن، ثم وبعد عامين في 2006، حاول إطلاق نفسه في مجال آخر يَسهُل فيه التعبير والتأثير. يبرز خوري كثيرًا في قضايا الحقوق والنشطاء، ويصف القضية الفلسطينية وموت الناس الأبرياء هناك، بأنها هي القضية الوحيدة التي يعترف بأنه ديكتاتوري تجاهها ولا يقبل أي نقاش فيها.

## حياة العمل
في 2012 إلى شبكة خرابيش وبدأ العمل مع فريق n2o comedy في الإعداد إلى أن طلب منه الممثل الكوميدي وزميله في فريق العمل رجائي قواس تقديم حلقة من حلقات البرنامج، لاقى حينها إقبال كبير من الجمهور الأردني واستحسان فريق العمل بأكمله، حتى أصبح نيكولاس خوري مقدّمًا مستقلًّا في هذا الفريق الكوميدي الساخر.
عام 2014 انفصل نيكولاس خوري عن شبكة خرابيش هو وعدد من زملائه في هذا المجال الساخر مثل محمود دروزة، ليث العبادي، محمد زكارنة، نديم المصري وأقاموا قناة أخرى باسم Arab comics. حيث تضم هذه القناة برنامجين أحدهما ساخر يقدمه جميع أعضاء القناة و الآخر برنامج كوابونجا ليعالج قضايا ومشاكل اجتماعية بحتة مثل التحرش الجنسي وانتشاره في الأردن وعدم احترام حقوق المرأة، من تقديم نيكولاس خوري. وفي 2015 انتقل خوري إلى قناة Aj+ وبدأ مشروعه المستقلّ، ففي 3 كانون الثاني 2015 كانت انطلاقة الحلقة الأولى من برنامجه السليط الإخباري، وهو برنامج سياسي ساخر يتناول الأحداث السياسية بطريقة كوميدية.

## روابط خارجية
- برنامج السليط الإخباري - على قناة كبريت AJ+